# الكيشم (مناخة)

تعديل مصدري - تعديل

الكيشم هي إحدى قرى عزلة الاغمور بمديرية مناخة التابعة لمحافظة صنعاء، بلغ تعداد سكانها 377 نسمة حسب تعداد اليمن لعام 2004.